# Guido Brignone
Guido Brignone (Milano, 6 dicembre 1886 – Roma, 6 maggio 1959) è stato un regista, sceneggiatore e attore italiano fra i più noti del suo tempo, attivo sia all'epoca del muto che in quella del sonoro.

## Biografia
Nato in una famiglia di artisti, suo padre era l'attore Giuseppe Brignone e sua sorella l'attrice Mercedes Brignone, dopo un periodo come attore teatrale al fianco della sorella Mercedes, si trasferì a Roma nel 1914 ed esordì nel mondo del cinema dopo aver sposato l'attrice Lola Visconti mentre in seguito, dopo la morte della moglie, si legò all'attrice e doppiatrice Tina Lattanzi, che prese parte a molti suoi film.
Esordì come regista cinematografico all'epoca del cinema muto con Odette (1915). Da allora diresse numerose pellicole, alcune anche in Francia ed in Germania. Dall'avvento del sonoro firmò lavori di ampio successo commerciale, e nel 1934 fu il primo regista italiano a vincere la Mostra internazionale d'arte cinematografica di Venezia nella categoria miglior film italiano con Teresa Confalonieri.
Per tutti gli anni trenta e quaranta, Brignone è stato uno dei registi più attivi, prolifici e rappresentativi del cinema italiano, al pari di Alessandro Blasetti e Mario Camerini, confezionando egregiamente pellicole di vario genere, di grande successo popolare: feuilleton in costume, melodrammi sentimentali, polizieschi (fu il primo regista italiano a cimentarsi con questo genere al cinema), film avventurosi, pellicole di propaganda, film storici e le edulcorate commedie sentimentali del cosiddetto filone dei Telefoni bianchi.
Anche dopo la guerra continuò proficuamente la sua attività di regista cinematografico, cimentandosi anche nel filone strappalacrime ed in quello peplum, chiudendo la sua carriera alla fine degli anni cinquanta con la pellicola epico-storica Nel segno di Roma, co-diretta assieme a Michelangelo Antonioni.
Sua figlia Lilla (avuta dalla relazione con Lola Visconti), è stata una delle più celebri attrici teatrali italiane della seconda metà del XX secolo, e prese parte anche a molti film e sceneggiati televisivi.
Muore a Roma il 6 maggio 1959 ed è sepolto al cimitero del Verano, accanto alla moglie Lola ed alla figlia Lilla.

## Filmografia parziale

### Regista

#### Film muti
- Odette (1915)
- La scure degli Stuart (1915)
- La morte bianca (1916)
- Fiamme funeste (1916)
- ...E l'altare crollò (1916)
- Pimprinette (1917)
- Nei labirinti di un'anima (1917)
- Il cuore dell'altra (1917)
- Capricci d'amore (1917)
- Ah, quella Dory!... (1918)
- Il velo della felicità (1918)
- Il salice piangente (1918)
- Fiamma nera (1921)
- Il quadro di Osvaldo Mars (1921)
- Le sorprese del divorzio (1923)
- La fuga di Socrate (1923)
- Largo alle donne! (1924)
- Maciste imperatore (1924)
- Maciste all'inferno (1926)
- Maciste nella gabbia dei leoni (1926)

#### Film sonori

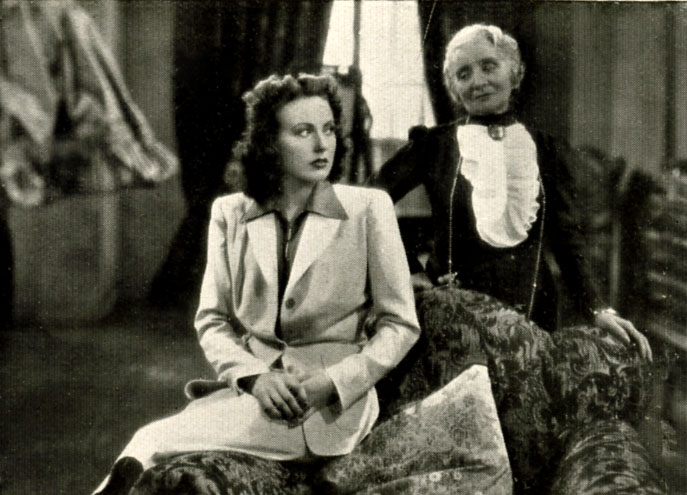
Una foto di scena di Mamma, con Carola Höhn ed Emma Gramatica (1941)

- Corte d'Assise (1930) – anche sceneggiatura e montaggio
- Rubacuori (1931)
- La Wally (1932)
- Pergolesi (1932)
- La maestrina (1933)
- Paradiso (1933)
- La voce lontana (1933)
- Oggi sposi (1934)
- Tenebre (1934)
- Teresa Confalonieri (1934)
- Lorenzino de' Medici (1935)
- Passaporto rosso (1935)
- L'antenato (1936)
- Ginevra degli Almieri (1936)
- Nozze vagabonde (1936)
- Marcella (1937)
- Gli uomini non sono ingrati (1937)
- Vivere! (1937)
- Per uomini soli (1938)
- Chi è più felice di me! (1938)
- La mia canzone al vento (1938)
- Sotto la croce del sud (1938)
- Le sorprese del divorzio (1939)
- Torna caro ideal (1939)
- Cantate con me! (1940)
- Kean (1940)

- Mamma (1941)
- Beatrice Cenci (1941)
- Vertigine (1942)
- La Gorgona (1942)
- Turbamento (1942)
- Miliardi, che follia! (1942)

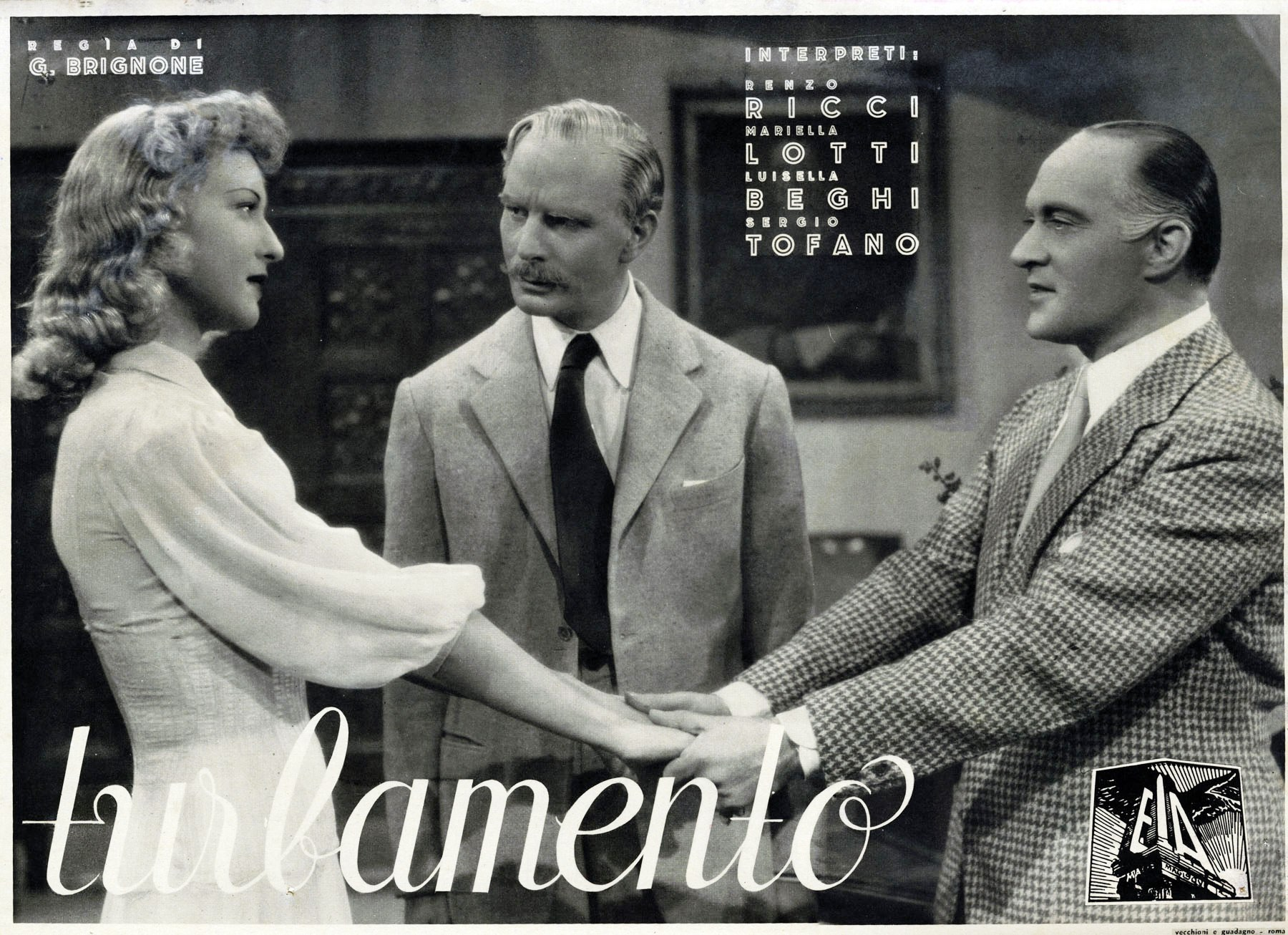
Mariella Lotti, Sergio Tofano e Renzo Ricci in una foto pubblicitaria del film Turbamento (1942)

- Il romanzo di un giovane povero (1942)
- Maria Malibran (1943)
- Lacrime di sangue (1944)
- Il fiore sotto gli occhi (1944)
- Canto, ma sottovoce... (1945)
- Il barone Carlo Mazza (1948)
- Monaca santa (1948)
- La sepolta viva (1949)
- Il bacio di una morta (1949)
- Santo disonore (1949)
- Il conte di Sant'Elmo (1950)
- Il nido di falasco (1950)
- Core 'ngrato (1951)
- Inganno (1952)
- Processo contro ignoti (1952)
- Bufere (1953)
- Ivan, il figlio del diavolo bianco (1953)
- Noi peccatori (1953)
- Papà Pacifico (1954)
- Il vetturale del Moncenisio (1954)
- Quando tramonta il sole (1956)
- Le schiave di Cartagine (1956)
- Nel segno di Roma (1958) – co-diretto con Michelangelo Antonioni

### Sceneggiatore e regista
- Le sorprese del divorzio (1923)
- Maciste nella gabbia dei leoni (1926)
- Corte d'Assise (1930)
- L'antenato (1936)
- Ginevra degli Almieri (1936)
- Vivere! (1937)
- Chi è più felice di me! (1938)
- La mia canzone al vento (1938)
- Le sorprese del divorzio (1939)
- Cantate con me! (1940)
- Kean (1940)
- La Gorgona (1942)
- Lacrime di sangue (1944)
- Il bacio di una morta (1949)
- Santo disonore (1949)
- Il conte di Sant'Elmo (1950)
- Il nido di falasco (1950)
- Core 'ngrato (1951)
- Inganno (1952)
- Processo contro ignoti (1952)
- Bufere (1953)
- Ivan, il figlio del diavolo bianco (1953)
- Noi peccatori (1953)
- Il vetturale del Moncenisio (1954)
- Quando tramonta il sole (1956)
- Nel segno di Roma (1958) co-diretto con Michelangelo Antonioni

### Attore
- Armi e amori (1913)
- Giovinezza (1913)
- L'onore riconquistato, regia di Eduardo Bencivenga (1913)
- Rivelazione e fatalità, regia di Ugo Falena (1914)
- Il re fantasma, regia di Ugo Falena (1914)
- Dissidio di cuori, regia di Carlo Simoneschi (1915)
- Pace, mio Dio!..., regia di Carlo Simoneschi (1915)
- ...E l'altare crollò, regia di Guido Brignone (1916)
- La morte bianca, regia di Guido Brignone (1916)
- Pimprinette, regia di Guido Brignone (1917)
- Ah, quella Dory!..., regia di Guido Brignone (1918)
- Stella del cinema, regia di Mario Almirante (1931)